# (73667) 1981 ER45
(73667) 1981 ER45 – planetoida z pasa głównego asteroid okrążająca Słońce w ciągu 3,4 lat w średniej odległości 2,26 j.a. Odkryta 1 marca 1981 roku.